# Баранник Роман
Роман Баранник (нар. 1927, м. Чортків, Тернопільське воєводство, Польська Республіка) — український живописець.

## Життєпис
Навчався в Онтарійському коледжі мистецтв у м. Торонто (Канада) і Університет Вейна в м. Детройт, США.

## Творчість
Малює олією, акриліком, аквареллю.
Учасник виставки Інституту мистецтва Батлера (м. Янгстаун, штат Огайо), Мічиґанської мистецької виставки, Національної виставки релігійного мистецтва (усі — США).